# ドリームモーニング娘。
ドリーム モーニング娘。（ドリーム モーニングむすめ）は、日本の女性歌手グループ、女性アイドルグループ、女性ヴォーカル&ダンスグループであるモーニング娘。のOGから選抜した10名をメンバーとするグループ。略称は「ドリムス。」。

## メンバー
| 名前       | よみがな        | 生年月日       | 現年齢 | 加入年月日    | 加入期 | イメージカラー   | 色種 | 特記事項                                                                        |
| ---------- | --------------- | -------------- | ------ | ------------- | ------ | ---------------- | ---- | ------------------------------------------------------------------------------- |
| 中澤裕子   | なかざわ ゆうこ | 1973年6月19日  | 52歳   | 1997年9月7日  | 1期    | パープル         |      | 初代リーダー                                                                    |
| 飯田圭織   | いいだ かおり   | 1981年8月8日   | 43歳   | 1997年9月7日  | 1期    | ロイヤルブルー   |      | 第2代リーダー                                                                   |
| 安倍なつみ | あべ なつみ     | 1981年8月10日  | 43歳   | 1997年9月7日  | 1期    | レッド           |      |                                                                                 |
| 保田圭     | やすだ けい     | 1980年12月6日  | 44歳   | 1998年5月5日  | 2期    | イエローグリーン |      | 初代サブリーダー                                                                |
| 矢口真里   | やぐち まり     | 1983年1月20日  | 42歳   | 1998年5月5日  | 2期    | イエロー         |      | 第3代リーダー                                                                   |
| 石川梨華   | いしかわ りか   | 1985年1月19日  | 40歳   | 2000年4月16日 | 4期    | ホットピンク     |      |                                                                                 |
| 吉澤ひとみ | よしざわ ひとみ | 1985年4月12日  | 40歳   | 2000年4月16日 | 4期    | スカイブルー     |      | 第4代リーダー 2018年9月28日付を以って所属事務所との契約解除、同時に芸能界を引退 |
| 小川麻琴   | おがわ まこと   | 1987年10月29日 | 37歳   | 2001年8月26日 | 5期    | ミディアムブルー |      | 2015年3月31日を以って所属事務所との契約終了、以降フリーで活動                   |
| 藤本美貴   | ふじもと みき   | 1985年2月26日  | 40歳   | 2003年1月7日  | 6期    | オレンジ         |      | 第5代リーダー                                                                   |
| 久住小春   | くすみ こはる   | 1992年7月15日  | 32歳   | 2005年5月1日  | 7期    | ピンク           |      | 2016年11月、事務所の契約終了。 2017年4月7日、オスカープロモーションに移籍       |

石川・吉澤・久住以外のメンバーは、2010年結成のアフタヌーン娘δ（日本コカコーラ「ジョージア　ご褒美ブレイク」のCM限定ユニット）にも参加していた。
備考
- 2011年1月28日に、ドリームモーニング娘。の結成を発表。当初は辻希美（モーニング娘。OG、4期メンバー）の加入も予定していたが、辻は育児への専念を理由に参加を見送った[8]。
- 出演する音楽番組・イベントによっては、ソロ活動のスケジュールなどの関係で、メンバー全員が揃わないことがある。その場合には、出演するメンバーのパート割りやフォーメーションを変更している。当ユニットに参加していないモーニング娘。OGのソロパートを含む楽曲を披露する場合にも、同様の措置で対応している。
- 振付師としてモーニング娘。時代のメンバーを指導してきた夏まゆみが、当ユニットでもコンサートツアーなどの振り付けを担当。「ドリームモーニング娘。ライブ写真集『春の舞 〜卒業生 DE 再結成〜』」（後述）では、当ユニット結成後のメンバーについて、振付師の立場からメンバーごとの人物評を寄せている。
- 2012年2月15日に、初めてのシングル「シャイニング バタフライ」をリリース。同年3月10日に日本武道館で開かれたコンサート「ドリームモーニング娘。スペシャルLIVE 2012 日本武道館 〜第一章 終幕『勇者タチ、集合セョ』」を最後に、ドリームモーニング娘。としての活動をいったん休止した。
- 活動休止中も、『テレ東音楽祭』（テレビ東京が2014年から年に1回のペースで生放送）などの音楽番組で、上記メンバーの一部が「モーニング娘。OG」としてモーニング娘。時代の代表曲を随時披露。辻をはじめ、当ユニットのメンバーでないOGが、上記のメンバーに代わって参加することもある[9]。2017年4月15日に幕張メッセで催された「THE GREAT ROCK'N'ROLL SEKIGAHARA 2017 氣志團万博 vs VAMPARK FEST」（氣志團の主宰による対戦型音楽フェスティバル）では、保田・吉澤・石川・矢口・藤本の5名による「モーニング娘。OG」が一部のステージに登場した[10]。

## 略歴
2011年
- 1月28日、「ドリームモーニング娘。コンサートツアー2011 春の舞 〜卒業生 DE 再結成〜」記者会見において、当ユニットの結成を正式に発表。また、同日開催のM-line club（アップフロントグループ系の事務所に所属するモーニング娘。OGの公式ファンクラブ）会員限定イベントにおいて、モーニング娘。の楽曲「LOVEマシーン」を、ドリームモーニング娘。として披露した[1][11]。
- 4月11日、オフィシャルサイトが開設された[12]。
- 4月23日 - 5月29日、中京大学文化市民会館オーロラホール（愛知県名古屋市）での公演を皮切りに、ユニット結成後初のコンサートツアーとして、「ドリームモーニング娘。コンサートツアー2011 春の舞 〜卒業生 DE 再結成〜」を開催。
- 9月24日 - 12月17日、市川市文化会館（千葉県市川市）での公演を皮切りに、「ドリームモーニング娘。コンサートツアー2011 秋の舞 〜続・卒業生 DE 再結成〜」を開催。ただし、9月13日に第1子の妊娠を公表した藤本は、同ツアー以降のコンサートへの参加を見合わせている[13][14]。

2012年
- 2月15日、「シャイニング バタフライ」をリリース。同曲のレコーディングやミュージックビデオには、第一子の懐妊につき2011年9月下旬からコンサート・音楽番組への出演を見合わせている藤本や、メンバーではないモーニング娘。OGの高橋愛（モーニング娘。5期メンバー・第6代リーダー）も参加している[15][16]。
- 3月10日、日本武道館で「ドリームモーニング娘。スペシャルLIVE 2012 日本武道館 〜第一章 終幕『勇者タチ、集合セョ』」を開催。同公演には、現役のモーニング娘。（左足骨折で療養中の光井愛佳を除く12名）が参加したほか、ドリームモーニング娘。のメンバーではないモーニング娘。OGの辻・石黒彩もゲストとして出演した。さらに、2012年1月から芸能活動を休止中の後藤真希が、サプライズゲストとして登場。一部パートのMCを務めたほか、プッチモニ（モーニング娘。時代に所属していたユニット）の楽曲「ちょこっとLOVE」「BABY! 恋にKNOCK OUT!」を保田・吉澤とともに披露した。[17] 公演後に出産を控えていた藤本は、客席から公演を見届けた。

2013年
- 12月31日、「Hello! Project COUNTDOWN PARTY 2013 ～ GOOD BYE & HELLO! ～」第2部に一夜限定で活動再開、矢口を除く9名で出演した[18]。

## 作品

### シングル
| 枚 | リリース      | タイトル                | 形態       | 最高位 | 備考                                   |
| -- | ------------- | ----------------------- | ---------- | ------ | -------------------------------------- |
| 1  | 2012年2月15日 | シャイニング バタフライ | CD、CD+DVD | 12位   | BS-TBS配給映画『篤姫ナンバー1』 主題歌 |

### PV
| 枚 | タイトル                | 公式リンク（YouTube） |
| -- | ----------------------- | --------------------- |
| 1  | シャイニング バタフライ | MV                    |

### アルバム
| 枚 | リリース      | タイトル    | 形態       | 最高位 |
| -- | ------------- | ----------- | ---------- | ------ |
| 1  | 2011年4月20日 | ドリムス。① | CD、CD+DVD | 10位   |

### DVD/Blu-ray
| 枚 | リリース      | タイトル                                                                                       | 形態         | 最高位 |
| -- | ------------- | ---------------------------------------------------------------------------------------------- | ------------ | ------ |
| 1  | 2011年9月14日 | ドリーム モーニング娘。コンサートツアー2011春の舞 〜卒業生DE再結成〜                           | DVD、Blu-ray | 7位    |
| 2  | 2012年6月20日 | ドリーム モーニング娘。スペシャルLIVE 2012 日本武道館 〜 第一章 終幕 「勇者タチ、集合セョ」 〜 | DVD、Blu-ray | 16位   |

## 出演

### 音楽番組
- カミスン!（2011年4月25日、TBS） - 第1回の生放送にメンバー全員が出演。モーニング娘。の楽曲「恋愛レボリューション21」を歌った。ドリーム モーニング娘。としてテレビの音楽番組に出演したのは、この番組が初となる。2012年2月6日放送分には、藤本以外のメンバー9名で出演。モーニング娘。の楽曲「LOVEマシーン」「恋のダンスサイト」のメドレーを歌ったほか、ドリームモーニング娘。のオリジナル曲「シャイニング　バタフライ」をテレビ番組で初めて披露した。
- 音楽の日（2011年7月16日、TBS） - 小川・藤本以外のメンバー8名が出演。モーニング娘。の楽曲「LOVEマシーン」「ザ☆ピ〜ス!」「恋愛レボリューション21」をメドレーで披露した。
- HEY!HEY!HEY!祝700回記念スペシャル（2011年7月25日、フジテレビ） - 吉澤以外のメンバー9名が出演。モーニング娘。の楽曲「LOVEマシーン」「ハッピーサマーウェディング」のスペシャルメドレーを披露した。
- 第43回思い出のメロディー（2011年8月13日、NHK総合テレビ） - 中澤・安倍以外のメンバー8名が、NHK大阪ホールからの生放送に出演。「がんばろうニッポン 愛は勝つ シンガーズ」（アップフロントグループ系事務所所属のアーティストによる東日本大震災復興支援ユニット）の一員として、KAN・森高千里・加藤紀子・里田まいとともにKANの楽曲「愛は勝つ」を歌った。また、キャンディーズに関する企画パートでは、同グループの楽曲「年下の男の子」「微笑がえし」のスペシャルメドレーを披露している。
- ベストアーティスト2011（2011年11月30日、日本テレビ） - 藤本以外のメンバー9名が出演。モーニング娘。の楽曲「ザ☆ピ〜ス!」「恋愛レボリューション21」「LOVEマシーン」のスペシャルメドレーを披露した。
- EXILE魂（2011年12月4日、毎日放送・TBS）- 藤本以外のメンバー9名がゲスト出演。モーニング娘。の楽曲「抱いてHOLD ON ME!」「ザ☆ピ〜ス!」「恋愛レボリューション21」のスペシャルメドレーと「LOVEマシーン」を披露した。
- 2011 FNS歌謡祭（2011年12月7日、フジテレビ） - 藤本以外のメンバー9名が、（放送日現在）現役のモーニング娘。とともに生放送へ出演。オープニングで「がんばろうニッポン 愛は勝つ シンガーズ」として「愛は勝つ」を披露するとともに、モーニング娘。とのコラボレーションパートで「LOVEマシーン」「恋愛レボリューション21」を歌った。
- CDTV年越しプレミアライブ2011→2012（2011年12月31日、TBS） - 「ザ☆ピ〜ス!」「LOVEマシーン」「恋愛レボリューション21」を披露した。
- 1番ソングSHOW（2012年2月8日、日本テレビ） - 藤本以外のメンバー9名がゲスト出演。「モーニングコーヒー」（モーニング娘。のデビュー曲）と「LOVEマシーン」を歌った。
- Music Lovers（2012年2月19日、日本テレビ） - 藤本以外のメンバー9名がゲスト出演。「LOVEマシーン」「恋のダンスサイト」「恋愛レボリューション21」「ザ☆ピース!」「抱いてHOLD ON ME!」のスペシャルメドレーと「シャイニング　バタフライ」を披露した。なお、途中のトークパートには、つんく♂もゲストで登場。エンディングでは、「I WISH」も歌った。
- ミュージックステーション（2012年2月24日、テレビ朝日） - 藤本以外のメンバー9名がゲスト出演。「LOVEマシーン」「恋愛レボリューション21」「シャイニング　バタフライ」のスペシャルメドレーを披露した。モーニング娘。が（放送日時点で）同一の女性グループによる出演回数の番組史上最多記録を保持（ちなみに派生グループを含めると合計124回出演）していたため、メドレーを披露する前には、中澤・飯田・安倍・保田・矢口・石川・吉澤がモーニング娘。のメンバーとして番組に初出演した際の映像も流れた。
- SONGS（2012年3月7日、 NHK総合テレビ） - つんく♂への密着取材を中心に特集を組んだ関係で、藤本以外のメンバー9名がスタジオパートに出演。「LOVEマシーン」「ハッピーサマーウエディング」「恋愛レボリューション21」「シャイニング　バタフライ」のスペシャルメドレーを披露した。ちなみに、（現役組を含めた）ハロープロジェクトのメンバー経験者が同番組に出演したのは、この時が初めてである。

### 特別番組
- 24時間テレビ 「愛は地球を救う」34（2011年8月20日 - 21日、日本テレビ） - 21日の午前7時台後半に、中澤・安倍・保田以外のメンバー7名が、モーニング娘。（放送時点での現役メンバーのうち、光井・田中れいな・鞘師里保を除く6名）とともに募金を兼ねて登場。午前8時台の前半には、両ユニット合同のスペシャルメドレーとして、モーニング娘。の楽曲「LOVEマシーン」「恋愛レボリューション21」「でっかい宇宙に愛がある」を披露した。ドリームモーニング娘。結成後、同ユニットが現役のモーニング娘。と一緒に番組で楽曲を歌ったのは、この時が初めてである。

## 公演

### コンサート
- ドリームモーニング娘。コンサートツアー2011 春の舞 〜卒業生 DE 再結成〜（2011年4月23日 - 5月29日、7都市16公演）
- ドリームモーニング娘。コンサートツアー2011 秋の舞 〜続・卒業生 DE 再結成〜（2011年9月24日 - 12月17日、12都市26公演）
- NTPグループ presents CBC60周年記念大感謝祭 2980コンサートシリーズ ファイナル ドリームモーニング娘。〜おめでとう! CBC 60th コンサート〜（2012年1月13日、日本ガイシホール）
- ドリームモーニング娘。スペシャルLIVE 2012 日本武道館 〜第一章 終幕「勇者タチ、集合セョ」〜（2012年3月10日、日本武道館）

### イベント
- ドリームモーニング娘。 サイン会（2011年7月2日、ジャパンエキスポ会場内　Signing room）[注釈 2][24]
- ドリームモーニング娘。 フィルムコンサート&トークショー（2011年7月2日、ジャパンエキスポ会場内　Conference Room）[注釈 2][24]
- ドリームモーニング娘。トークイベント2011 秋の夜長に裏公演 〜卒業生 DE なにしゃべる!?〜（2011年10月6日・12日・18日・27日・11月8日・9日・18日・24日・12月15日・20日、TOKYO FM HALL）

## 書籍

### 写真集
- ドリームモーニング娘。ライブ写真集「春の舞 〜卒業生 DE 再結成〜」（2011年8月3日、東京ニュース通信社）ISBN 978-4863361591